# Edificio Trébol
El Edificio Trébol, a veces mencionada como Torre Trébol, es un rascacielos localizado en La Coruña, España con una altura de 90 metros, siendo el segundo edificio más alto de Galicia.
Diseñado por el arquitecto Carlos Meijide Calvo, este edificio fue construido en 1975 y se divide en 4 tréboles en varias calles distintas y alturas de torres distintas, teniendo la torre de la calle Costa Rica como la torre más baja. Las torres del edificio están conectadas por varios puentes en varios niveles distintos, ya que hay varios desniveles conformándose en una sola base, albergando 196 viviendas. El edificio ocupa casi toda la manzana excepto tres edificios en la Avenida de Arteixo.
Tanto en el exterior del edificio como en el interior (la galería comercial con la que cuenta) se encuentran más de una decena y media de locales y en varias plantas se encuentran múltiples oficinas. En su interior, cuenta con un espacio interior con una fuente. Las viviendas pueden llegar a tener una superficie de 250 m2, pensado para familias numerosas. 

### Conexiones
Está conectado con las líneas 4, 5, 11, 20 y 24 más la línea universitaria, la línea UDC de la Compañía de Tranvías de La Coruña.También está cerca de la Plaza de Pontevedra, punto neurálgico del transporte urbano de la ciudad herculina.